# Модель, Иоганн Георг
Иоганн Георг Модель (нем. Johann Georg Model; 1711—1775) — немецкий химик и фармаколог на русской службе. Член Медицинской коллегии. Почётный член Санкт-Петербургской академии наук (16.11.1758).

## Биография
Родился 8 февраля 1711 года, по разным данным — в Нойштадте или в Ротенбурге-на-Таубере.
Окончил Виттенбергский университет. Приехал в Россию в конце 1730-х годов. Сначала работал главным аптекарем госпиталя. Был долгое время главным аптекарем в Санкт-Петербурге, затем — главным аптекарем императорского двора и начальником всех аптек империи. В 1758 году стал почётным членом Петербургской академии наук. С 1771 года он был членом-корреспондентом Баварской академии наук. Также он был членом Королевского голландского общества наук в Харлеме.
Провёл многочисленные аналитические исследования, результаты которых опубликовал в книге «Химические досуги». Анализы проводил в связи с необходимостью решить тот или иной практический вопрос. Так, в 1745 году Иоганн Георг Модель сделал первый химический анализ минеральных источников местности Полюстрово под Петербургом и заявил об их чрезвычайной ценности.
В 1765 году надворный советник И. Модель стал членом-основателем Вольного экономического общества.
Умер в Санкт-Петербурге 22 марта 1775 года[по какому календарю?].

## Труды
- Описание Бестужевских, или Ламоттовых капель (СПб., 1762)[4]
- «Schreiben an einen Freund die Bestuscheffische oder sogenannte Lamottische Nerven-Tinctur betreffend» (СПб., 1759; 5 изд. — 1768) и др.